# Ташеба (река)
Ташеба (хак. Тас оба — каменная стела) — река, левый приток Енисея в юго-западной части Южно-Минусинской котловины, в Уйбатской степи.
Малая река, длиной около 35 км (от истока в окрестностях аала Баинов до впадения в Красноярское водохранилище, скорость течения менее 1 м/с, глубина 0,6—1,5 м.
Протекает по территории Усть-Абаканского района, в пределах старой долины р. Абакан, по степной территории с абс. выс. 270—245 м над у. м. Принимает маловодные притоки (3—4) и связана с Уйбатской оросительной системой в верхнем течении. Характер течения равнинный, долина широкая, с комплексом террас (3—5 м). Русло меандрирующее, много стариц. В водн. режиме наблюдаются: весеннее половодье (25—40 дн.), летне-зимняя межень.
В долине расположено несколько населённых пунктов — с. Чапаево, г. Абакан, п. Калинино.

## Данные водного реестра
По данным государственного водного реестра России относится к Енисейскому бассейновому округу. Речной бассейн реки — Енисей, речной подбассейн реки — Енисей между слиянием Большого и Малого Енисея и впадением Ангары, водохозяйственный участок реки — Енисей от Саяно-Шушенского гидроузла до впадения реки Абакан.